# Emarginata sinuata
El colinegro sudafricano  (Emarginata sinuata) es una especie de ave paseriforme de la familia Muscicapidae endémica del África austral. Es un ave común en Sudáfrica y Lesoto, y que también se encuentra en las zonas más meridionales de Botsuana y Namibia. Su hábitat es el matorral del Karoo, los herbazales cortos y los páramos rocosos o arenosos. En las regiones costeras occidentales también se encuentra en terrenos de cultivo.

## Descripción
El colinegro sudafricano mide alrededor de 15 cm de largo, y pesa entre 17 y 20 g. Sus partes superiores son de color grisáceo, aunque tiene alas pardas y una mancha rojiza detrás de los ojos. Su obispillo y la base de la cola son de color salmón, y presenta una ancha franja negra en forma de «V» invertida en la parte terminal. Sus partes inferiores son blanquecinas. Su pico, corto y recto, es negro, al igual que sus patas, mientras que sus ojos son pardos. Ambos sexos son similares, aunque los juveniles tienen las puntas de las plumas anteadas.
El contraste entre las partes superiores oscuras y las inferiores mucho más claras caracteriza a esta especie y la diferencia del colinegro familiar, que es de tonos más uniformes. Además el color anteado salmón del obispillo se extiende solo a la base de la cola, mientras que en el colinegro familiar es de tonos más vivos y se extiende casi hasta la punta de la cola.

## Taxonomía
La especie fue descrita científicamente en 1858 por el zoólogo sueco Carl Jakob Sundevall, con el nombre binomial de Luscinia sinuata. Posteriormente fue trasladada al género Cercomela, creado por Charles Lucien Bonaparte en 1856. Finalmente fue trasladada a su actual género Emarginata, por un par de estudios filogenéticos publicados en 2010 y 2012 que descubrieron que Cercomela era polifilético.
Su nombre específico sinuata es la palabra latina que significa «curvada».
Se reconocen tres subespecies:
- E. s. hypernephela (Clancey, 1956) – localizada en Lesoto;
- E. s. ensifera (Clancey, 1958) – se encuentra en el sur de Namibia, el oeste y centro de Sudáfrica;
- E. s. sinuata (Sundevall, 1858) – presente en el sur de Sudáfrica.

## Comportamiento
El colinegro sudafricano suele avistarse solo o en pareja. Se alimenta de insectos en el suelo o en la base de los árboles.
Esta especie es monógama. El colinegro sudafricano construye un nido en forma de cuenco de hierba y hojas que sitúa en el suelo, generalmente entre los arbustos. Suelen poner entre dos y cuatro huevos de color verde o azul.
Pasa más tiempo en el suelo, en comparación con el colinegro familiar, y corre más rápido. También suele agitar sus alas, pero con menos frecuencia que el colinegro familiar.